# When Fire Rains Down from the Sky, Mankind Will Reap as It Has Sown
When Fire Rains Down From the Sky, Mankind Will Reap As It Has Sown es un EP de la banda británica de Black Metal Anaal Nathrakh. El EP fue lanzado después de lanzar el álbum The Codex Necro y cuenta con la participación del guitarrista de Aborym y Dissection Sethlans Teitan y Attila Csihar de Mayhem (y en ese entonces también en Aborym) como vocalista en una sola canción. Fue relanzado en 2006 con temas adicionales en vivo.
"Genesis of the Antichrist" es una versión de su primera canción grabada, Anaal Nathrakh.

## Lista de canciones
| N.º | Título                                                                | Duración |  |
| 1.  | «Cataclysmic Nihilism»                                                | 4:48     |  |
| 2.  | «How the Angels Fly In (We Can Never Be Forgiven)» (con Set Teitan)   | 2:49     |  |
| 3.  | «Never Fucking Again»                                                 | 4:12     |  |
| 4.  | «Genesis of the Antichrist» (con Set Teitan)                          | 4:29     |  |
| 5.  | «Atavism» (con Attila Csihar)                                         | 6:06     |  |
| 6.  | «When Fire Rains Down from the Sky, Mankind Will Reap as It Has Sown» | 4:24     |  |
| 7.  | «Human, All Too Fucking Human» (en vivo; solo en relanzamiento, 2006) | 6:13     |  |
| 8.  | «Swallow the World» (en vivo; solo en relanzamiento, 2006)            | 3:01     |  |
| 9.  | «Do Not Speak» (en vivo; solo en relanzamiento, 2006)                 | 4:39     |  |

## Créditos
- Irrumator (Mick Kenney) - Todos los instrumentos
- Sethlans Teitan - guitarra en "How the Angels Fly In" y "Genesis of the Antichrist"
- V.I.T.R.I.O.L. (Dave Hunt) - voz
- Attila Csihar - Todas las voces en "Atavism"